# Kargil-krigen
Kargil-krigen eller -konfikten var en væbnet strid mellem Indien og Pakistan, som fandt sted mellem maj og juli 1999 i Kargil-distriktet i Kashmir. Krigen brød ud, efter at soldater fra den pakistanske hær og kashmirske guerillastyrker gik over de facto-grænsen "Line of Control" og tog magten i det indiske-styrede Kashmir. Under og efter krigen lagde pakistanske myndigheder alt ansvar for krigen på guerilla-soldaterne, som ønskede et frit Kashmir, uafhængigt af Indien og Pakistan. På en anden side viste dokumenter efterladt af de døde og de senere udtalelser til Pakistans statsminister og forsvarschef, at Pakistan paramilitært deltog i krigen. De paramilitære styrker fra Pakistan var ledet af general Ashraf Rashid. Indiske angreb på pakistanske stillinger og internationalt diplomati førte til, at de pakistanske styrker trak sig tilbage til den pakistanske side af kontrollinjen.
Krigen er et af de nyere eksempler på en krig, som medførte vanskeligheder for militær logisik hos de modstridende parter. Krigen var den første åbne konflikt mellem Indien og Pakistan, efter begge lande havde udviklet atomvåben. Det var den anden åbne konflikt mellem to atomnationer i verdenshistorien; den første var grænsekonflikten mellem Sovjetunionen og Kina i 1969.

## Udfald og konsekvenser
Efter stærkt diplomatisk press, først og fremmest fra USA, trak Pakistan de indtrængende styrker ud af Kargil. Hovedansvaret for det fejlslåede angreb er i eftertiden blevet lagt på den pakistanske hær og daværende øverstkommanderende, general Pervez Musharraf. Det er blevet antaget, at krigen nær var ved at kaste Indien og Pakistan ind i en storkrig.
Kargil-krigen førte til øget spænding og afbrydelse af de diplomatiske forbindelser mellem de to lande, et øget forsvarsbudget i Indien, ligesom det hindunationalistiske parti BJP fik øget opbakning. I Pakistan førte krigen til økonomisk og politisk uro, og i oktober samme år overtog hæren og general Pervez Musharraf magten ved et statskup.
Det er blevet antaget, at general Musharraf ville presse indierne til fredsforhandlinger, så da Pakistans statsminister bsluttede at trække pakistanske styrker ud af Kargil-området, skal forsvarschefen angiveligt være blevet rasende.
Israel sendte såkaldte droner til Indien. Enkelte har ment, at dette bidrog til at styrke båndene mellem de to nationer.
 Der er for få eller ingen kildehenvisninger i denne artikel, hvilket er et problem. Du kan hjælpe ved at angive troværdige kilder til de påstande, som fremføres i artiklen.